# La Coccinella
La Coccinella è una casa editrice italiana che fa parte del gruppo GeMS (Gruppo Editoriale Mauri Spagnol). È stata fondata nel 1977 ed è specializzata nella pubblicazione di libri per la primissima infanzia.

## Storia
La casa editrice viene fondata nel 1977 da Domenico Caputo, Giuliana Crespi, Loredana Farina e Giorgio Vanetti, con l'obiettivo di pubblicare nuovi prodotti editoriali. La Coccinella è famosa, anche a livello internazionale, per aver creato i "libri coi buchi", volumi cartonati adatti all'età pre-scolare.
Nel 1988 nel capitale sociale de La Coccinella entra RCS MediaGroup con la partecipata RCS Libri SpA con una quota del 60%, per poi passare nei primi mesi del 2009 alla Cartotecnica Montebello SpA che ne possederà il 100% del capitale.
Nel maggio del 2009 La Coccinella Srl entra a fare parte del Gruppo Editoriale Mauri Spagnol (GeMS) con una quota del 56%, mentre il 44% rimarrà alla Cartotecnica Montebello.
Gianluca Mazzitelli, già amministratore delegato di Adriano Salani Editore, è anche amministratore delegato de La Coccinella .